# TfL Rail
A TfL Rail egy elővárosi vasút London Liverpool Street pályaudvar és Shenfield között. A vonal 32,5 km hosszú és 14 állomás található rajta. A járatokat az MTR Corporation üzemelteti a Transport for London (TfL) megrendelésére. Az első üzemnapja 2015. május 31-én volt, az utolsó pedig 2018 decemberében lesz, amikor átveszi a szerepét az Elizabeth line.
2018 májusától a Heathrow Connect üzemeltetését is átveszi a TfL a Paddington pályaudvar és a Heathrow repülőtér között. A két különálló vonal közötti metrószakasz átadásától Elizabeth line néven fog üzemelni.
2016 májusa és 2017 májusa között a TfL Rail 47 millió utast szállított.

## Története
2013 júniusában a TfL bejelentette, hogy az Arriva, az MTR Corporation, a Keolis/Go-Ahead Group és a National Express Group pályázik a Crossrail üzemeltetéséért.
2014 júliusában kiderült, hogy a hongkongi MTR nyerte a pályázatot, amivel 8 évig üzemeltetheti a vonalat, mely további két évvel kibővíthető.
A Greater Angliától, mint korábbi üzemeltetőtől átvették a Liverpool Street és Shenfield közötti szakaszt, a meglévő vonatokat átfestették, az állomásokon elhelyezték a szükséges tájékoztatókat és táblákat. Mind a 14 állomáson személyzet is működik.

## Útvonal
A TfL Rail a Great Eastern Main Line nevű vasútvonalon közlekedik Liverpool Street és Shenfield között.
A jelenlegi 14 állomás a következő:
| Állomás          | Zóna | Városrész      | Átszállás | Üzemeltető     |
| ---------------- | ---- | -------------- | --------- | -------------- |
| Liverpool Street | 1    | City of London |           | Network Rail   |
| Stratford        | 2/3  | Newham         |           | TfL Rail       |
| Maryland         | 3    | Newham         |           | TfL Rail       |
| Forest Gate      | 3    | Newham         |           | TfL Rail       |
| Manor Park       | 3/4  | Newham         |           | TfL Rail       |
| Ilford           | 4    | Redbridge      |           | TfL Rail       |
| Seven Kings      | 4    | Redbridge      |           | TfL Rail       |
| Goodmayes        | 4    | Redbridge      |           | TfL Rail       |
| Chadwell Heath   | 5    | Redbridge      |           | TfL Rail       |
| Romford          | 6    | Havering       |           | TfL Rail       |
| Gidea Park       | 6    | Havering       |           | TfL Rail       |
| Harold Wood      | 6    | Havering       |           | TfL Rail       |
| Brentwood        | 9    | Brentwood      |           | TfL Rail       |
| Shenfield        | C    | Brentwood      |           | Greater Anglia |

## Forgalom
Hétköznap és szombaton csúcsidőn kívül mind a két irányban jellemzően hat vonat megy óránként (kb. 10 perces követés), melyek minden állomáson megállnak. Csúcsidőben sűrűbben is indulhatnak vonatok, melyek a kisebb forgalmú megállókat kihagyják. Vasárnap általában negyedóránként jár, felváltva Shenfieldig, vagy Gidea Parkig.

### Jövő
A Crossrail megépülése után változni fog a forgalom is.
| Stádium | Térkép | Eredetileg tervezett dátum | Dátum              | Megjegyzés | Státusz |
| ------- | ------ | -------------------------- | ------------------ | --- | ------- |
| 0       |        | 2015. május                | 2015. május 31.    | Liverpool Street és Shenfield közti vonalat átveszi a TfL az Abellio Greater Angliától, és elindítja a TfL Railt.                                                                | Igen    |
| 1       |        | 2017. május                | 2017. június 22.   | Az új British Rail 345 sorozatú motorvonatok fokozatosan forgalomba állnak Liverpool Street és Shenfield között.                                                                 | Igen    |
| 2a      |        | 2018. május                | 2018. május 20.    | Paddington és Heathrow Terminal 4 között közlekedő Heathrow Connect is a TfL-hez kerül.                                                                                          | Igen    |
| 5a      |        | N/A                        | 2019. december 15. | A TfL Rail átveszi a Great Westerntől a Paddington és Reading között közlekedő vonatok üzemeltetését. A vonalon már 2019. november 25-én megkezdték az utasforgalmi próbaüzemet. | Igen    |
| 2b      |        | 2018. május                | 2020. július 30.   | A BR 345 sorozatú motorvonatok forgalomba állnak a Heathrow-i ágon. | Igen    |
| 3       |        | 2018. december             | 2022. május 24.    | Paddington és Abbey Wood között elindul az Elizabeth line. | Igen    |
| 4       |        | 2019. május                | körülbelül 2022    | Paddington és Shenfield között is elindul a forgalom. |         |
| 5       |        | 2019. december             | körülbelül 2022    | Teljes vonalon elindul az üzem, Abbey Wood és Shenfield végállomásoktól Paddingtonon keresztül Heathrow-i repülőtérig közlekedik az Elizabeth line.                              |         |

## Járművek
A vonalon BR Class 315-ös és BR Class 345-ös szerelvények közlekednek.
| Név                  | Kép | Típus | Max. sebesség | Max. sebesség | Kocsi | Darab | Útvonal                                             | Gyártási év | Forgalomban |
| Név                  | Kép | Típus | mph           | km/h          | Kocsi | Darab | Útvonal                                             | Gyártási év | Forgalomban |
| -------------------- | --- | ----- | ------------- | ------------- | ----- | ----- | --------------------------------------------------- | ----------- | ----------- |
| BR Class 315         |     | EMU   | 75            | 120           | 4     | 44    | Liverpool Street – Shenfield                        | 1980–81     | 2015-től    |
| BR Class 345 Aventra |     | EMU   | 90            | 145           | 9     | 66    | Reading / Heathrow Airport – Abbey Wood / Shenfield | 2015–18     | 2017-től    |

## Fordítás
- Ez a szócikk részben vagy egészben  a   TfL Rail című angol Wikipédia-szócikk ezen változatának fordításán alapul.  Az eredeti cikk szerkesztőit annak laptörténete sorolja fel. Ez a jelzés csupán a megfogalmazás eredetét és a szerzői jogokat jelzi, nem szolgál a cikkben szereplő információk forrásmegjelöléseként.